# Guazú-Virá
Guazú-Virá o Guazuvirá es un balneario uruguayo del departamento de Canelones. Forma parte del municipio de La Floresta. 

## Ubicación
El balneario se encuentra localizado al sur del departamento de Canelones, sobre las costas del Río de la Plata, a la altura del km 60 de la ruta Interbalnearia. Limita al oeste con el balneario Guazuvirá Nuevo, del cual está separado por un paisaje agreste, y al este con el balneario San Luis. Es uno de los balnearios que conforman la Costa de Oro uruguaya.

## Población
El balneario cuenta con una población permanente de 86 habitantes según el último censo oficial del año 2011.
| 41            | 27 | 67 | 70 | 86 |
| (Fuente: INE) |    |    |    |    |